# Andinodelphys
Andinodelphys cochabambensis es un marsupial americano fósil perteneciente a la subfamilia Didelphinae en la que se clasifican la mayor parte de las especies vivas de zarigüeyas.
Esta especie habitó en Bolivia durante el Paleoceno.